# Misión Mundial de BMS
La  Misión Mundial de BMS (en inglés: BMS World Mission), oficialmente Sociedad Misionera Bautista (en inglés: Baptist Missionary Society), es una organización  misionera bautista. Ella está afiliada a la Unión Bautista de Gran Bretaña. Su sede se encuentra en Didcot, Gran Bretaña.

## Historia
La organización fue fundada en 1792 como la Sociedad Bautista Particular para la Propagación del Evangelio entre los Paganos en Kettering. También se llamará "Sociedad Misionera Bautista". La primera misión de la organización tuvo lugar en Bengala, India con misioneros William Carey y John Thomas en 1793. También se conoce como BMS World Mission desde 2000.